# ان‌جی‌سی ۶۸۱۰
ان‌جی‌سی ۶۸۱۰ (انگلیسی: NGC 6810) یک کهکشان مارپیچی است که تقریباً ۸۷ میلیون سال نوری از زمین فاصله دارد و در صورت فلکی طاووس قرار دارد.